# Wouter Wippert
Wouter Wippert (Wierden, Países Bajos, 14 de agosto de 1990) es un ciclista neerlandés.

## Trayectoria
En el Tour de California 2015, estuvo en el podio tres veces junto a Mark Cavendish y Peter Sagan, entre otros velocistas.
El 6 de noviembre de 2019 anunció su retirada como ciclista profesional a los 29 años de edad tras no encontrar equipo para la siguiente temporada. Sin embargo, a finales de diciembre del mismo año anunció que posponía el retiro tras la continuidad del EvoPro Racing, equipo con el que había competido ese año.

## Palmarés
| 2010 - 1 etapa de la Vuelta a Eslovaquia 2011 - 1 etapa del Tour de Berlín - 3 etapas del Tour de la Provincia de Namur - 1 etapa del Tour del Porvenir 2012 - 1 etapa del Triptyque des Monts et Châteaux - 1 etapa de la Vuelta a Navarra 2013 - 1 etapa del Tour de la Provincia de Namur 2014 - 2 etapas de la New Zealand Cycle Classic - 1 etapa del Tour de Taiwán - 1 etapa del Tour de Japón - 2 etapas del Tour de Kumano - 1 etapa del Tour de China II - 1 etapa del Tour de Hainan | 2015 - 1 etapa del Tour Down Under - 2 etapas del Tour de Taiwán - 2 etapas del Tour de Corea 2016 - 2.º en el Campeonato de los Países Bajos en Ruta 2017 - 2.º en el Campeonato de los Países Bajos en Ruta - 2 etapas del Tour de Alberta 2018 - Omloop Mandel-Leie-Schelde 2019 - 2 etapas de la Belgrado-Bania Luka - 1 etapa del Tour de Hungría |